# Benjamin Baker
Pour les articles homonymes, voir Baker.
Benjamin Baker, (31 mars 1840 - 19 mai 1907), est un éminent ingénieur britannique qui a travaillé dans la seconde moitié de l'époque victorienne. Il contribue au lancement du métro de Londres avec Sir John Fowler, mais il est surtout connu pour ses travaux sur le pont du Forth. Il fait de nombreuses autres contributions notables au génie civil, notamment son travail en tant que témoin expert à l'enquête publique sur la catastrophe ferroviaire du pont sur le Tay. Il contribue à la conception et la construction du premier barrage d'Assouan.

## Carrière

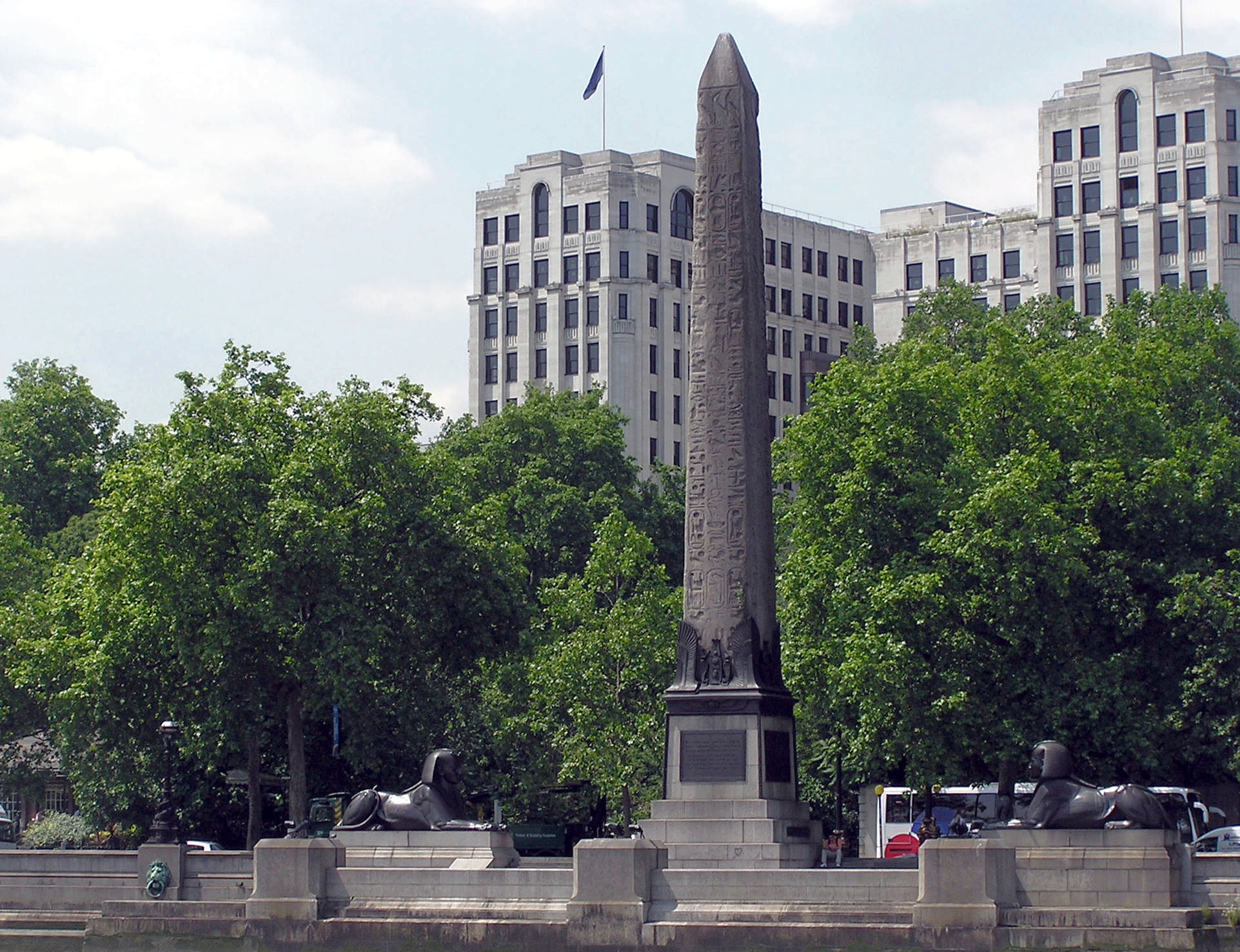
L'Aiguille de Cléopâtre, quai de la Tamise, Londres

Né à Keyford, qui fait maintenant partie de Frome, Somerset, en 1840, Benjamin Baker devient apprenti à l'âge de 16 ans de MM Prix et Fox à la Neath Abbey Iron Works. Après son apprentissage il passe deux ans comme assistant de M. W H Wilson. Plus tard, il s'associe à Sir John Fowler, à Londres. Il prend part à la construction du métro de Londres.
Il est également un des experts de l'enquête sur la catastrophe du pont ferroviaire de Tay de 1879.
Il conçoit le bateau cylindrique dans laquelle l'obélisque Aiguille de Cléopâtre, maintenant dressé sur les quais de la Tamise, à Londres, est transporté de l'Égypte en l'Angleterre en 1877-1878.

## Les ponts
Il publie un livre avant-gardiste sur les ponts de chemin de fer longue portée dans les années 1870 qui préconise l'introduction de l'acier, et montre que de plus longues portées sont possibles en utilisant ce matériau. Le livre est une remarquable prévision de l'exploitation des propriétés de l'acier dans les structures.

### Catastrophe du  pont de Tay

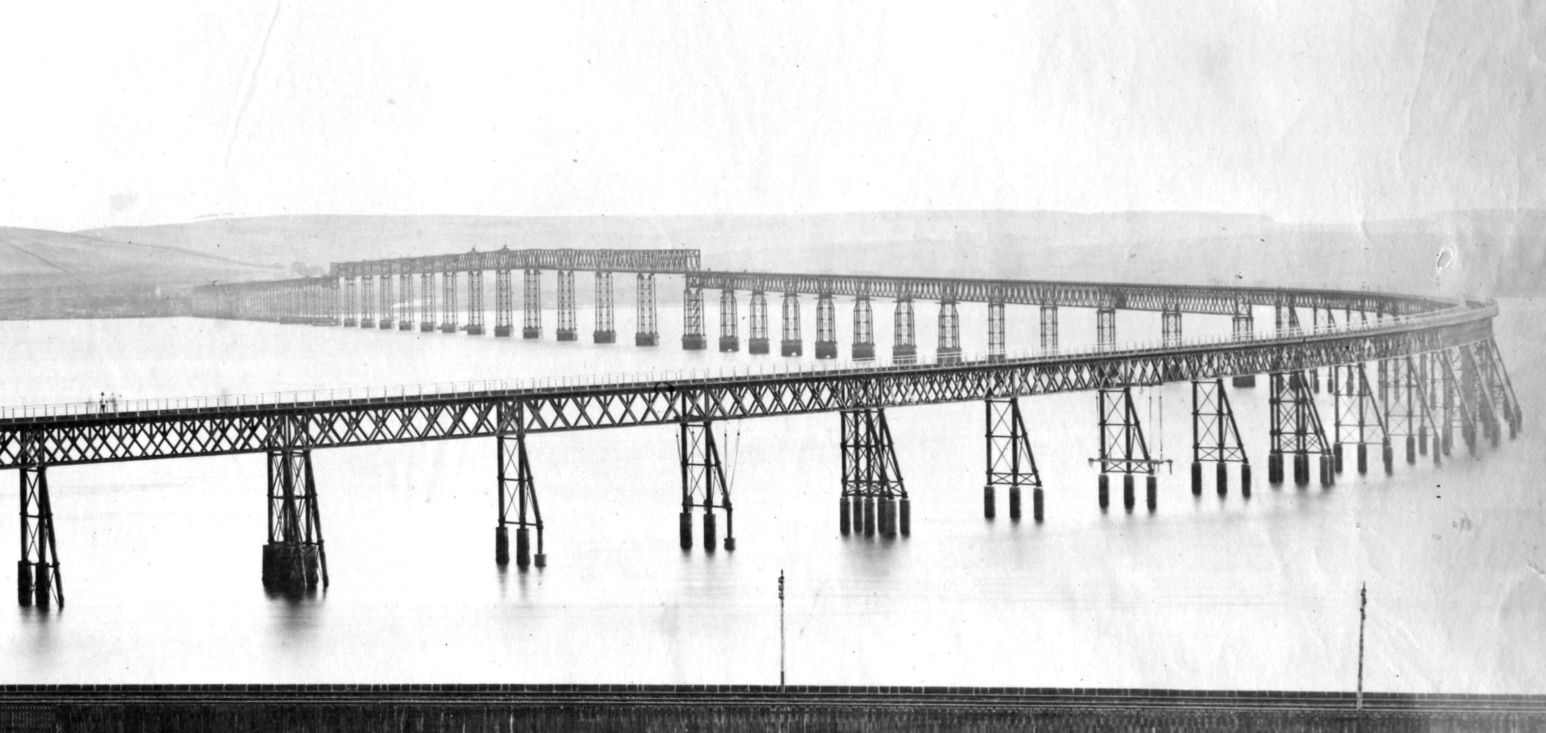
Le pont du Tay, vu du nord

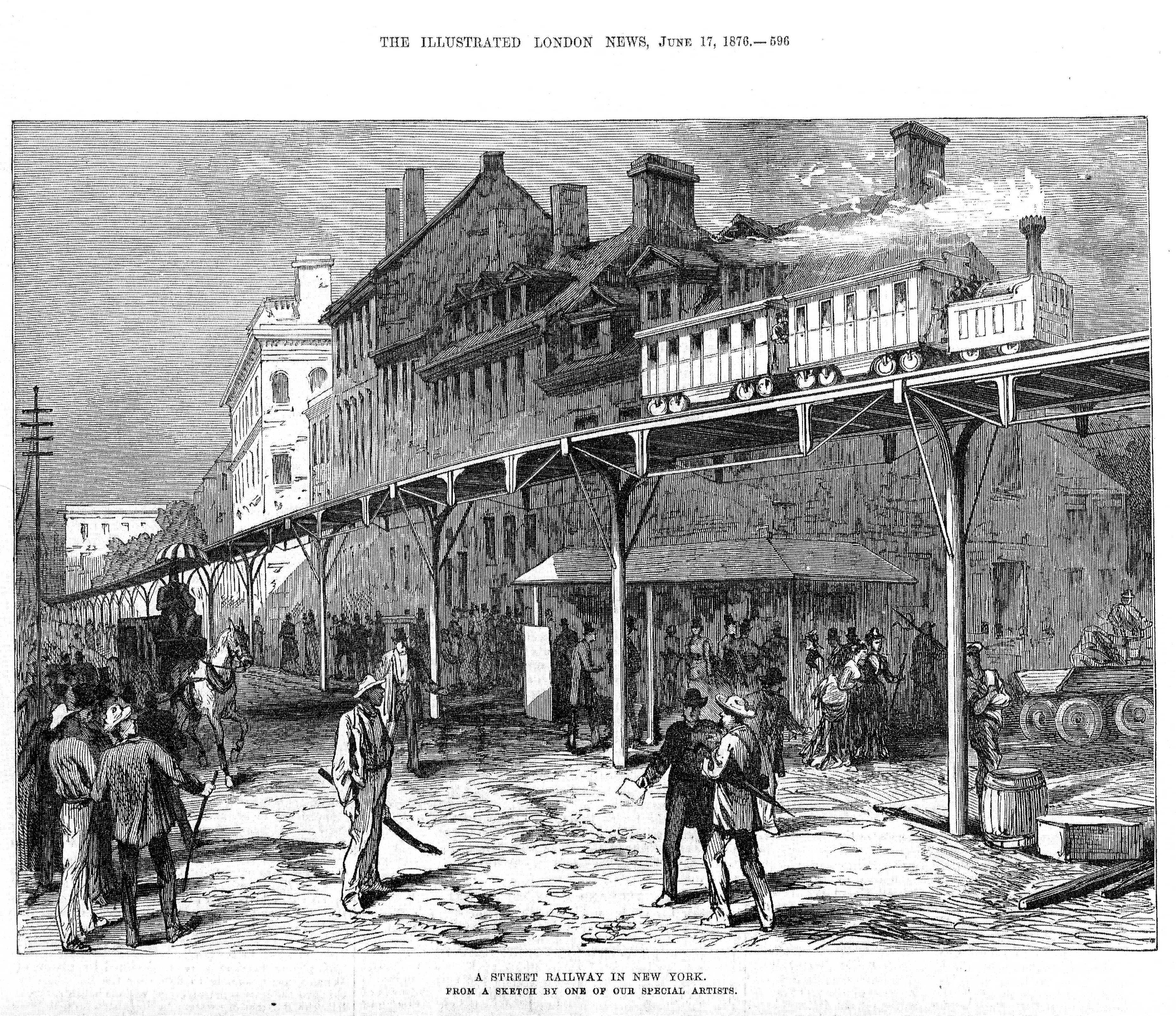
Métro aérien, New York (1876)

En 1880, il est nommé comme expert dans l'enquête sur la  catastrophe ferroviaire du  pont du Tay. Bien qu'il intervienne au nom de Thomas Bouch, le constructeur du premier pont de chemin de fer sur le Tay, il agit avec indépendance et ténacité. Son témoignage va à l'encontre de la théorie selon laquelle le pont a tout simplement été soufflé par le vent. Il fait une enquête minutieuse des structures et des éléments à proximité du pont, et en déduit que la vitesse du vent n'était pas excessive la nuit de la catastrophe. L'enquête officielle avait suggéré que la pression du vent devait être de plus de 30 livres par pied carré pour provoquer le renversement de la structure, mais après avoir étudié les petites structures à proximité du pont il conclut que la pression ne pouvait avoir dépassé 15 livres par pied carré la nuit de la catastrophe. Ces petites structures comprenaient les murs, le ballast de la voie sur le pont et les deux postes de signalisation, le tout étant soit sur ou très près du pont.
Il a déclaré dans sa déposition à la cour qu'il avait construit plus de 12 kilomètres de viaducs pour chemins de fer, se référant à sa conception du métro aérien de New York en 1868, dont certains existent encore aujourd'hui à Manhattan (inutilisés). À ce moment-là, il était lui-même une autorité en matière de construction de ponts, et peu de temps après, il est engagé sur les travaux qui ont fait sa réputation auprès du grand public ; la conception et construction du Pont du Forth  en collaboration avec Sir John Fowler et William Arrol. Il s'agissait d'une conception presque unique, un grand pont cantilever, qui fut construit entièrement en acier, une autre avancée sans précédent dans l'ingénierie des ponts. La rigidité était fournie par des tubes rivetés ensemble. Baker a exposé sa conception lors de nombreuses conférences publiques, et a organisé des démonstrations sur la stabilité du cantilever (porte-à-faux) à l'aide de ses assistants.

### Pont du Forth

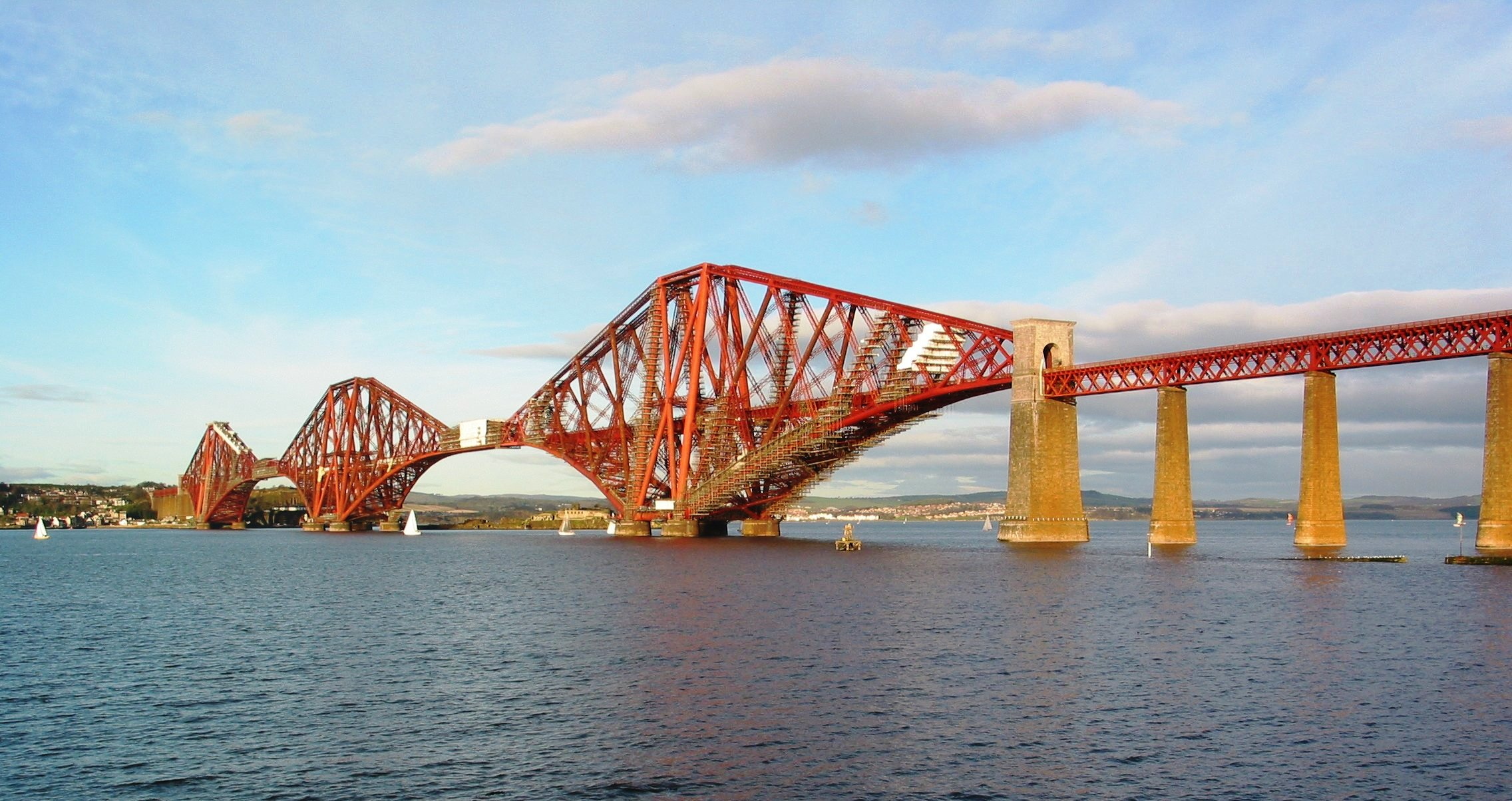
Pont du Forth

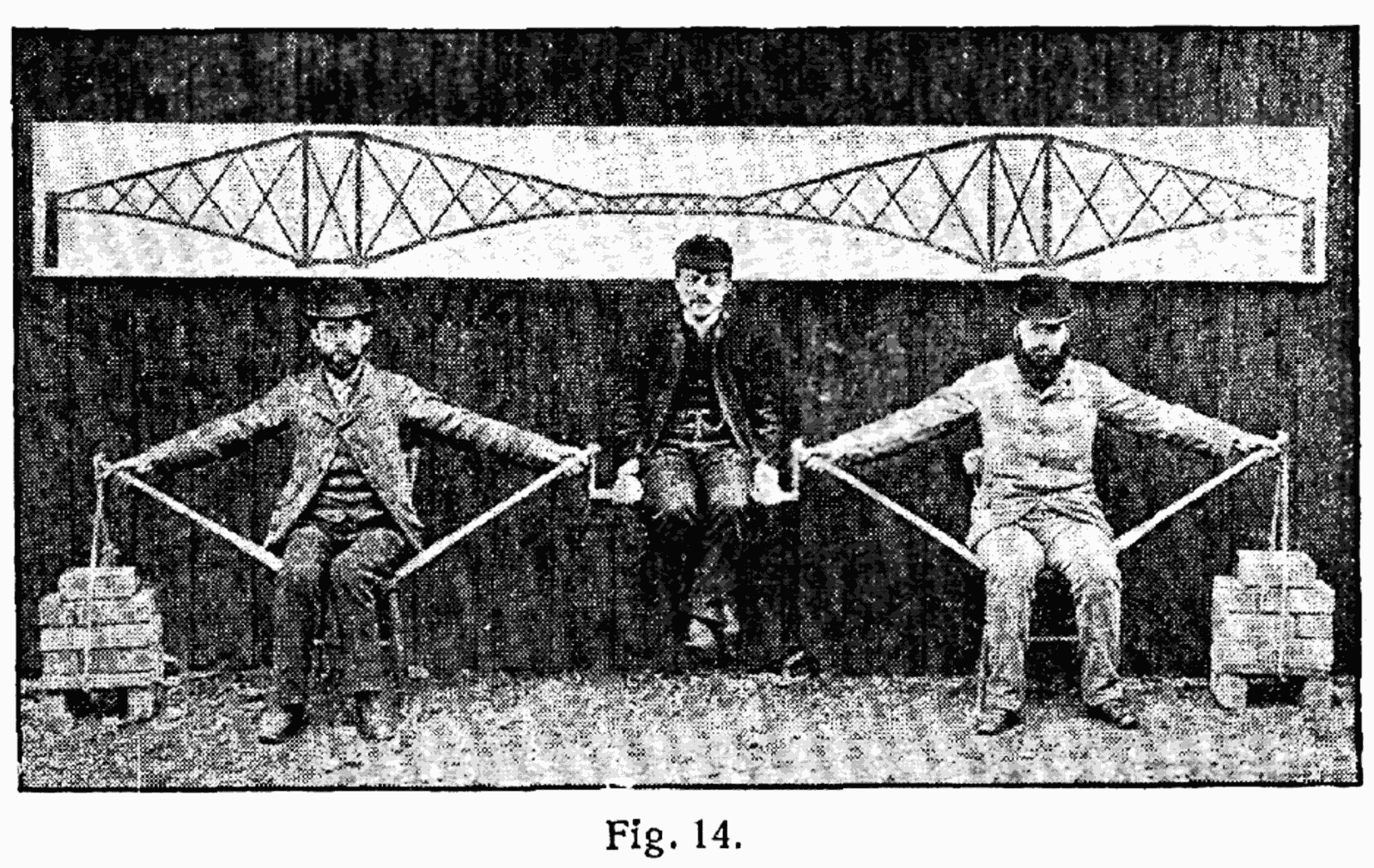
Stabilité du cantilever

Avec Sir John Fowler, il conçoit et construit le Pont du Forth après l'effondrement pont du Tay. Il s'agit d'un pont cantilever et Baker a donné de nombreuses conférences sur les principes qui sont à l'origine de sa conception. Thomas Bouch à qui avait initialement été attribué le contrat, a perdu le marché après l'enquête sur le pont Tay en juin 1880. Le pont a été construit entièrement en acier, beaucoup plus solide que la fonte. Baker a utilisé des tubes d'acier pour créer le cantilever, c'était alors le plus grand pont du genre du monde. Le pont est, aujourd'hui encore, considéré comme une merveille d'ingénierie.
Ce pont, qui mesure au total 2 528 mètres et surplombe de 46 m le niveau de la marée haute, est en réalité un assemblage de deux ponts cantilever mis bout-à-bout. Il est constitué de quinze petites arches de 51 mètres chacune (dix au sud et cinq au nord), de deux arches latérales de 207 m, et de deux arches principales d’une portée unitaire de 521 mètres. Chaque arche principale est composée de deux bras en porte-à-faux de 207 m qui supportent la poutre centrale du pont (106 m), placée à 46 m au-dessus de l’eau à marée haute[10]. Les trois tours qui soutiennent le cantilever ont une hauteur de 104 m et reposent sur des caissons profonds de 27 m, en partie construits grâce à de l’air comprimé.
À son apogée, environ 4 600 travailleurs sont employés dans sa construction. Il a été enregistré que 57 personnes ont perdu la vie, mais après des recherches approfondies par les historiens, le chiffre a été revu à la hausse à 98. Huit hommes ont été sauvés par des bateaux placés dans la rivière dans le champ de la zone de travail. Plus de 55 000 tonnes d'acier ont été utilisées, ainsi que 18 122 m3 de granit et plus de huit millions de rivets. Le pont a été ouvert le 4 mars 1890 par le prince de Galles, plus tard, roi Édouard VII, qui a posé le dernier rivet, dûment gravé et plaqué or. Une analyse récente des matériaux de la passerelle, en 2002, a constaté que l'acier du pont est de bonne qualité, avec peu de vieillissement.
L’utilisation d’une structure en cantilever ne constituait pas une innovation, mais la taille de l’ouvrage et les calculs que Baker réalisa, notamment ceux sur la résistance au vent ou sur l’influence de la température sur la rigidité du pont, et les dispositions prises pour la réduction des coûts de maintenance, furent en revanche des avancées significatives dans le domaine de la construction qui permirent la réalisation d’autres structures de conception similaire dans le monde entier, dont le pont de Québec.
Dans la mesure du possible, le pont a utilisé des éléments naturels tels qu'Inchgarvie, une île, les promontoires de chaque côté du Forth à cet endroit, et également les rives élevées de chaque côté. Les restes de la première tentative de pont effectuée par Thomas Bouch sont visibles sur l'île.
La vitesse limite sur le pont et de 80 km/h pour les trains de voyageurs et de 32 km/h pour les trains de marchandises. La limite de poids pour tout train est de 1 422 tonnes. Des dérogations fréquentes sont données pour le transport du charbon à la condition que deux trains ne soient simultanément sur le pont.
Jusqu'à 190-200 trains par jour ont traversé le pont en 2006.
Une structure comme le Forth Bridge nécessite un entretien constant. « Peindre le pont du Forth » est même devenu en Grande-Bretagne une expression désignant une tâche sans fin. Cela vient de la croyance erronée qu'à un moment dans l'histoire du pont, il était requis de le repeindre dès la fin de la précédente couche. Selon une étude de 2004 du New Civil Engineer sur la maintenance, une telle pratique n'a jamais existé, ni avant ni sous la gestion de  British Rail. Le pont dispose de sa propre équipe de maintenance. Un appel d'offres a été lancé en 2002 pour la peinture du pont, demandant l'application de 20 000 m2 de peinture pour un coût estimé à 13 M £ par an, avec un calendrier des travaux se terminant en mars 2009. Ces nouveaux traitements sont prévus pour résister au moins 25 ans. En 2008, le coût total des travaux a été revu à la hausse à 180 M £, et les projections pour fin de travaux à 2012.
Dans un rapport de 2007 de Jacobs JE, Grant Thornton et Faber Maunsell, il a été déclaré que l'espérance de vie active du pont du Forth Bridge était de plus de 100 ans.

### Barrage d'Assouan
À l'issue de cette entreprise en 1890, Baker est nommé Chevalier Commandeur de l'Ordre de St Michel et St George (KCMG), et, la même année, la Société royale reconnait la valeur de ses réalisations scientifiques en l'élisant comme l'un de ses pairs. Douze ans plus tard, lors de l'ouverture officielle du barrage d'Assouan, pour lequel il a été ingénieur-conseil, il est nommé Chevalier Commandeur de l'Ordre du Bain (KCB).
Il est président de l'Institution of Civil Engineers entre mai 1895 et juin 1896. Baker joue également un grand rôle dans la mise en place du système de construction des tunnels de métro étayés par des segments en fonte, largement adopté à Londres. Ayant atteint une très grande expertise professionnelle dans presque tous les secteurs du génie civil, il est impliqué plus ou moins directement dans la plupart des grandes réalisations techniques de son époque. Il est également l'auteur de nombreux articles sur des sujets d'ingénierie.
Il est mort à Pangbourne, Berkshire et enterré dans le village de Idbury dans l'Oxfordshire.
En 1872, Baker écrit une série d'articles intitulés La force de la brique. Dans ces articles, Baker fait valoir que la résistance à la traction du ciment ne doit pas être négligée dans le calcul de la solidité d'une construction en briques. Il écrit que si le ciment est négligé, plusieurs structures de son temps devraient s'être effondrées.

## Publication
- Long-span railway bridges : comprising investigations of the comparative, theoretical and practical advantages of the various adopted or proposed type systems of construction, with numerous formulae and tables, giving the weight of iron or steel required in bridges from 300 feet to the limiting spans, Henry Carey Baird, Philadelphie, 1868 (lire en ligne)

### Traduction
- (en) Cet article est partiellement ou en totalité issu de l’article de Wikipédia en anglais intitulé « Benjamin Baker » (voir la liste des auteurs).